# All About You (album)
All About You – drugi studyjny album amerykańskiego wokalisty R&B Jeremiha, wydany 28 września 2010 r. w Def Jam Recordings. Był on również dostępny dla pre-order na Amazon.
W dniu 1 czerwca 2010 Jeremih wydał pierwszy singiel z jego drugiego albumu pod tytułem "i Like" z gościnnym występem Ludacrisa.
Oficjalnym drugim singlem jest piosenka "Down On Me" nagrana z 50 Centem. Teledysk do tego singla został nakręcony w 3D i wkrótce zostanie wydany.

## Lista utworów
| Numer | Tytuł                                                                   | Długość |
| ----- | ----------------------------------------------------------------------- | ------- |
| 1     | "All About You"                                                         | 3:39    |
| 2     | "X's & O's"                                                             | 3:52    |
| 3     | "Down on Me" (featuring 50 Cent, produced by Drumma Boy & Keith Thomas) | 3:48    |
| 4     | Take Off"                                                               | 3:32    |
| 5     | "i Like" (featuring Ludacris)                                           | 3:38    |
| 6     | "Waiter/The 5 Senses"                                                   | 5:49    |
| 7     | "Broken Down"                                                           | 3:39    |
| 8     | "Holding On"                                                            | 3:31    |
| 9     | "Wanna Get Up"                                                          | 3:54    |
| 10    | "Sleepers"                                                              | 3:43    |
| 11    | "Love Don’t Change"                                                     | 4:16    |

### iTunes Deluxe Edition Bonus Tracks
| Numer | Tytuł              | Długość |
| ----- | ------------------ | ------- |
| 12    | "We Like To Party" | 3:42    |
| 13    | "Love All Night"   | 2:56    |